# 왕강 (청양애후)
왕강(王彊, ? ~ 기원전 173년)은 전한 초기의 제후로, 개국공신 왕흡의 아들이다.

## 생애
고후 8년(기원전 180년), 왕흡의 뒤를 이어 청양후(淸陽侯)에 봉해졌다.
문제 7년(기원전 173년)에 죽으니 시호를 애(哀)라 하였고, 작위는 아들 왕강이 이었다.

## 출전
- 사마천, 『사기』 권18 고조공신후자연표(高祖功臣侯者年表)

| 전임 아버지 청양정후 왕흡 | 전한의 청양후 기원전 179년 ~ 기원전 173년 | 후임 아들 청양효후 왕강 |